# Dascyllus carneus
 Dascyllus carneus és una espècie de peix de la família dels pomacèntrids i de l'ordre dels perciformes.

## Morfologia
Els mascles poden assolir els 7 cm de longitud total.

## Distribució geogràfica
Es troba a l'Àfrica oriental, Maurici, Reunió, Comores, Seychelles, Maldives, Sri Lanka, Mar d'Andaman i Mar de Java.